# Grande Terre (îles Kerguelen)
Pour les articles homonymes, voir Grande Terre.
La Grande Terre des Kerguelen est l'île principale de cet archipel français de l'océan Indien.

## Toponymie
Le nom de Grande Terre a été consacré par l'usage. Il ne figure ni dans la liste officielle des toponymes des Terres australes et antarctiques françaises arrêtée et publiée en 1973 par la Commission territoriale de toponymie, ni sur la carte topographique éditée également en 1973 par l'IGN. Le terme était cependant utilisé auparavant, plutôt pour désigner de manière évidente la terre principale, notamment chez Aubert de la Rüe,. 
Désormais, le nom propre « Grande Terre » ou « Grande-Terre » apparaît régulièrement dans les écrits mêmes de l'Administration des TAAF, comme dans le plan de gestion de la Réserve naturelle.

## Géographie

### Dimensions et forme générale

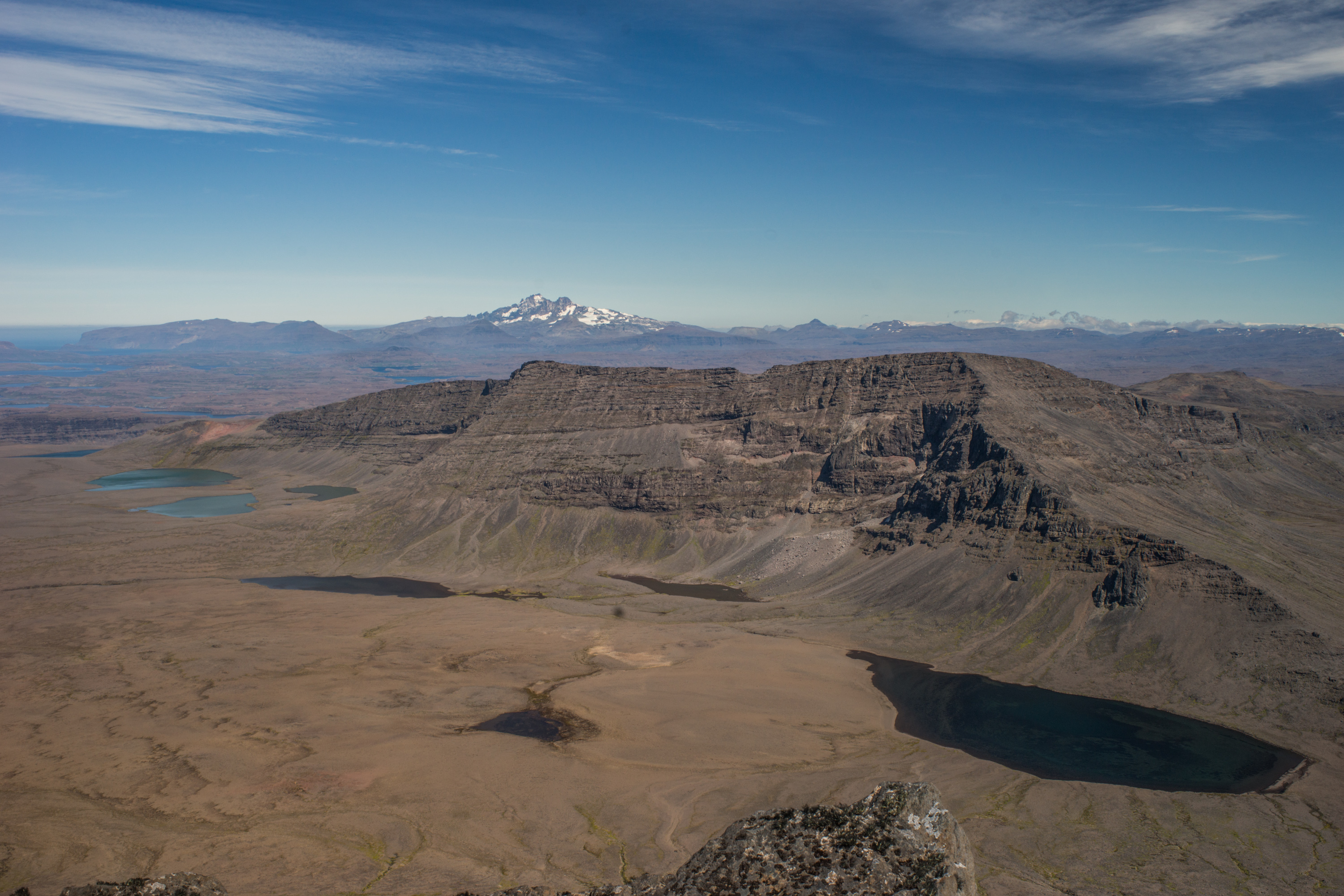
La Grande Terre vue depuis le mont Crozier vers le sud-ouest en direction du mont Ross.

La Grande Terre mesure environ 150 km de longueur (d'ouest en est) et 120 km de largeur (du nord au sud). Sa superficie est de 6 675 km2, ce qui en fait la troisième plus grande île française après la Grande Terre de la Nouvelle-Calédonie et la Corse. 
Elle représente 90 % de la superficie totale des îles Kerguelen.
La côte est profondément entaillée de fjords et de baies qui délimitent de nombreuses péninsules et presqu'îles. Les principales sont, par ordre décroissant d'importance :

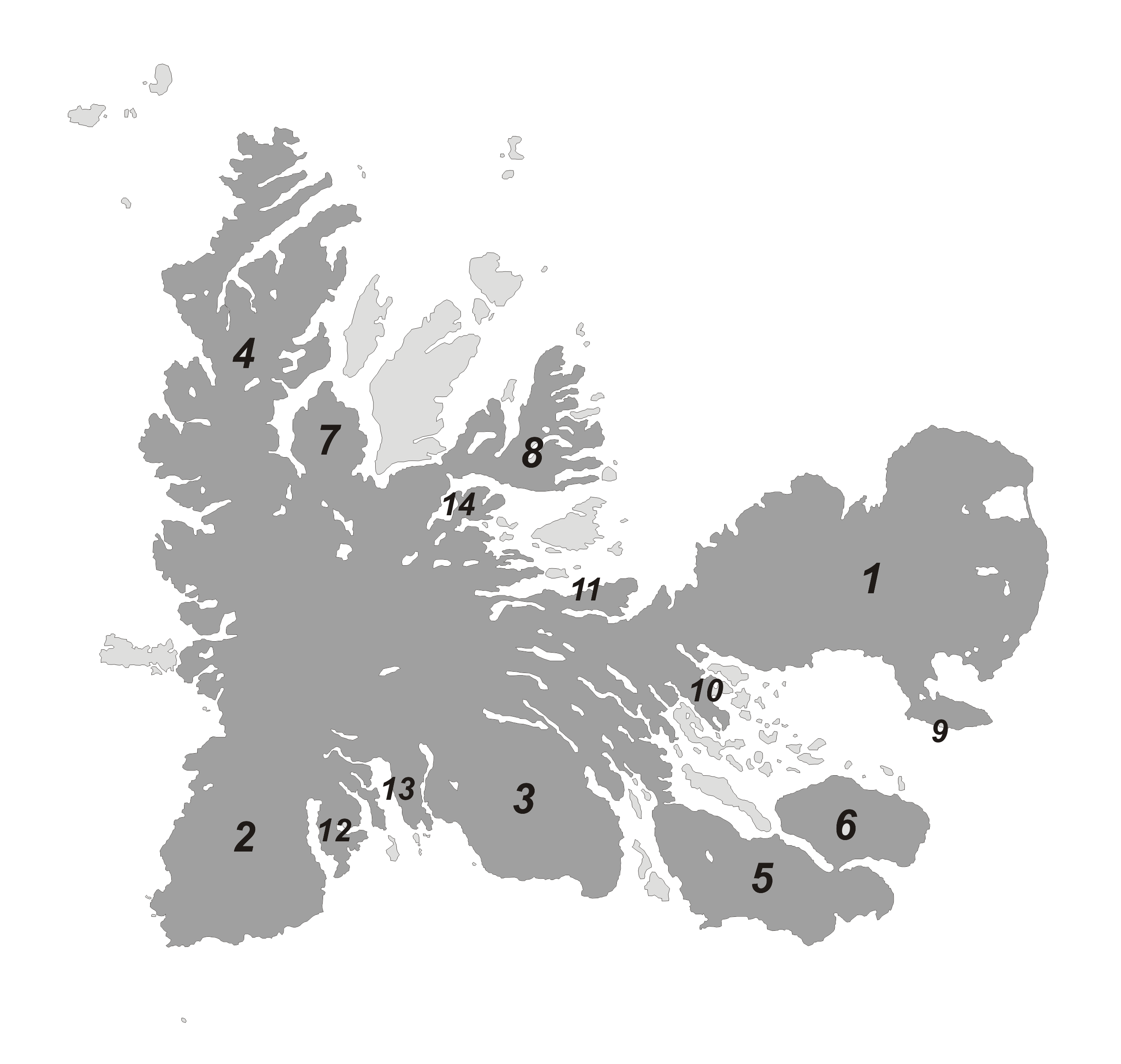
Carte de localisation des péninsules de la Grande Terre des Kerguelen.

1. la péninsule Courbet à l'est, où est situé l'établissement permanent de Port-aux-Français, et qui est séparée du reste de la Grande Terre par l'isthme du Lac ;
2. la péninsule Rallier du Baty au sud-ouest ;
3. la péninsule Gallieni au sud-est, dominée par le mont Ross ;
4. la péninsule Loranchet au nord-ouest, qui s'étend vers le nord jusqu'au cap d'Estaing ;
5. la presqu'île Jeanne d'Arc au sud-est ;
6. la presqu'île Ronarc'h, reliée au nord de la précédente ;
7. la presqu'île de la Société de géographie au nord ;
8. la presqu'île Joffre au nord-est ;
9. la presqu'île du Prince de Galles ;
10. la presqu'île du Gauss ;
11. la presqu'île Bouquet de la Grye ;
12. la presqu'île d'Entrecasteaux ;
13. la presqu'île du Bougainville ;
14. la presqu'île Hoche.

La zone centrale est constituée dans sa partie orientale par le Plateau Central tandis que la partie ouest est couverte par la calotte du glacier Cook qui culmine à 1 049 mètres d'altitude.

### Paysages et relief

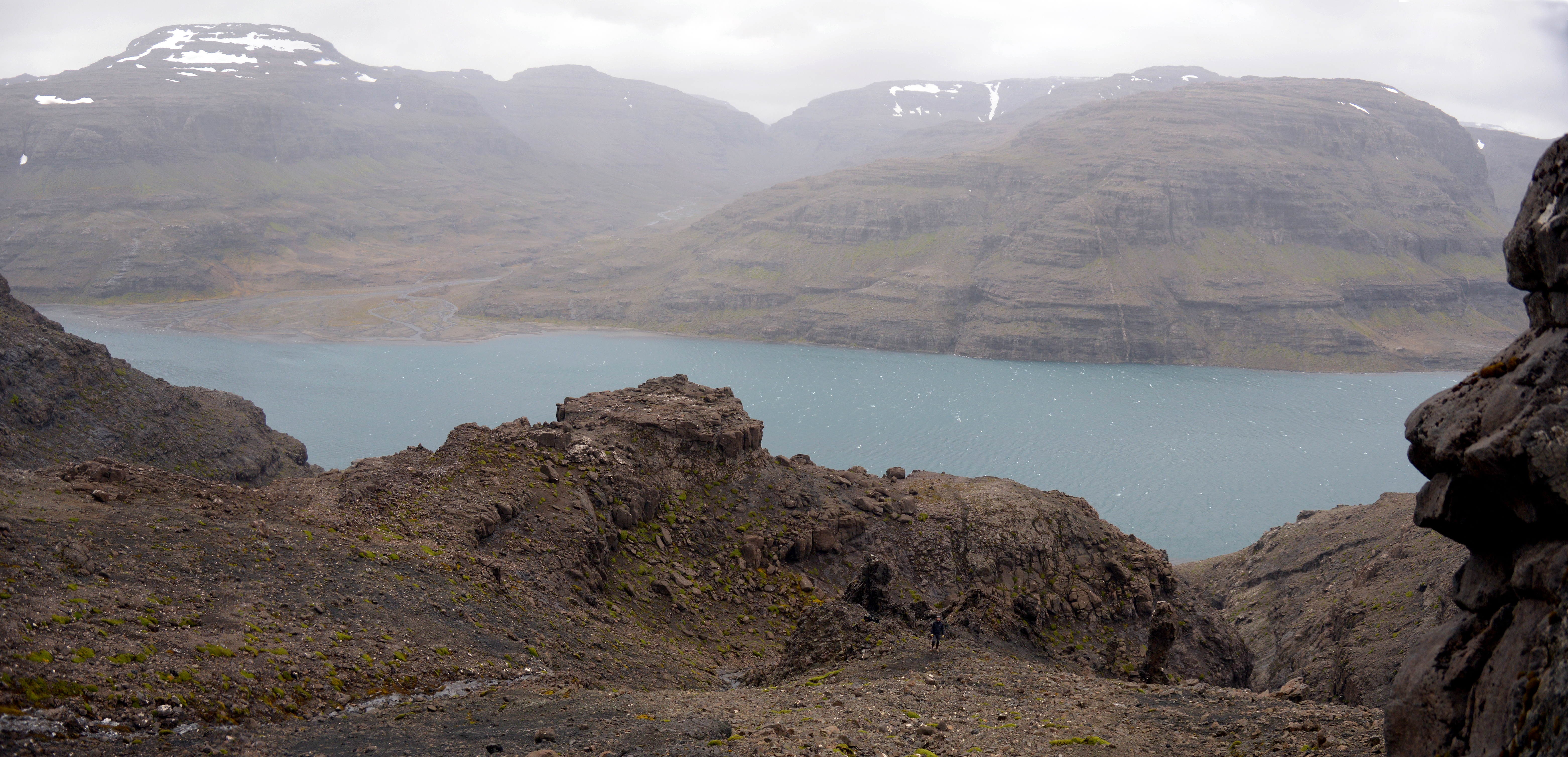
Les empilements basaltiques occupent la plus grande partie de la Grande Terre avec de nombreux lacs au fond des vallées encaissées (ici le lac Michèle).

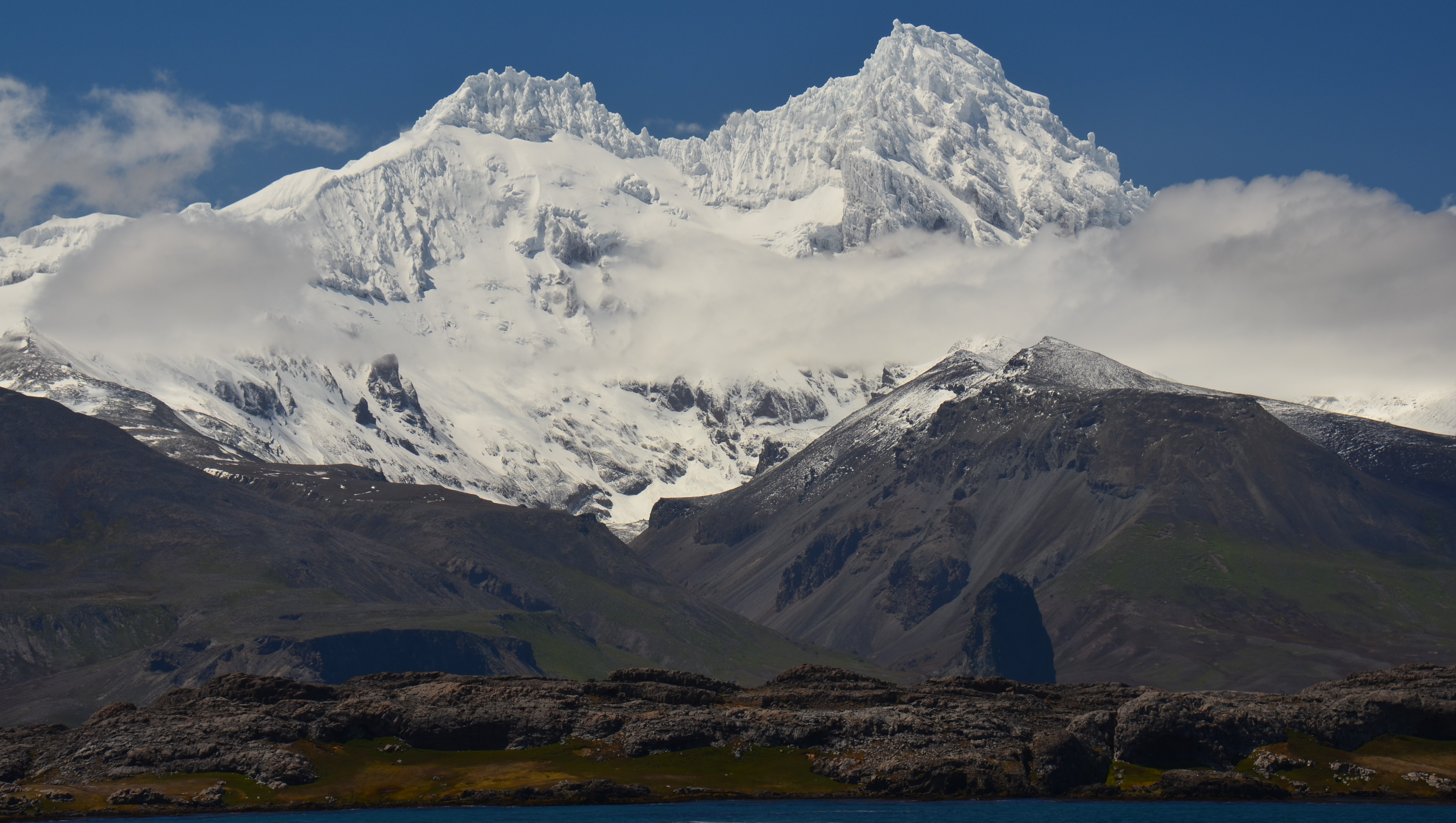
La Grande Terre culmine au mont Ross (1850 mètres).

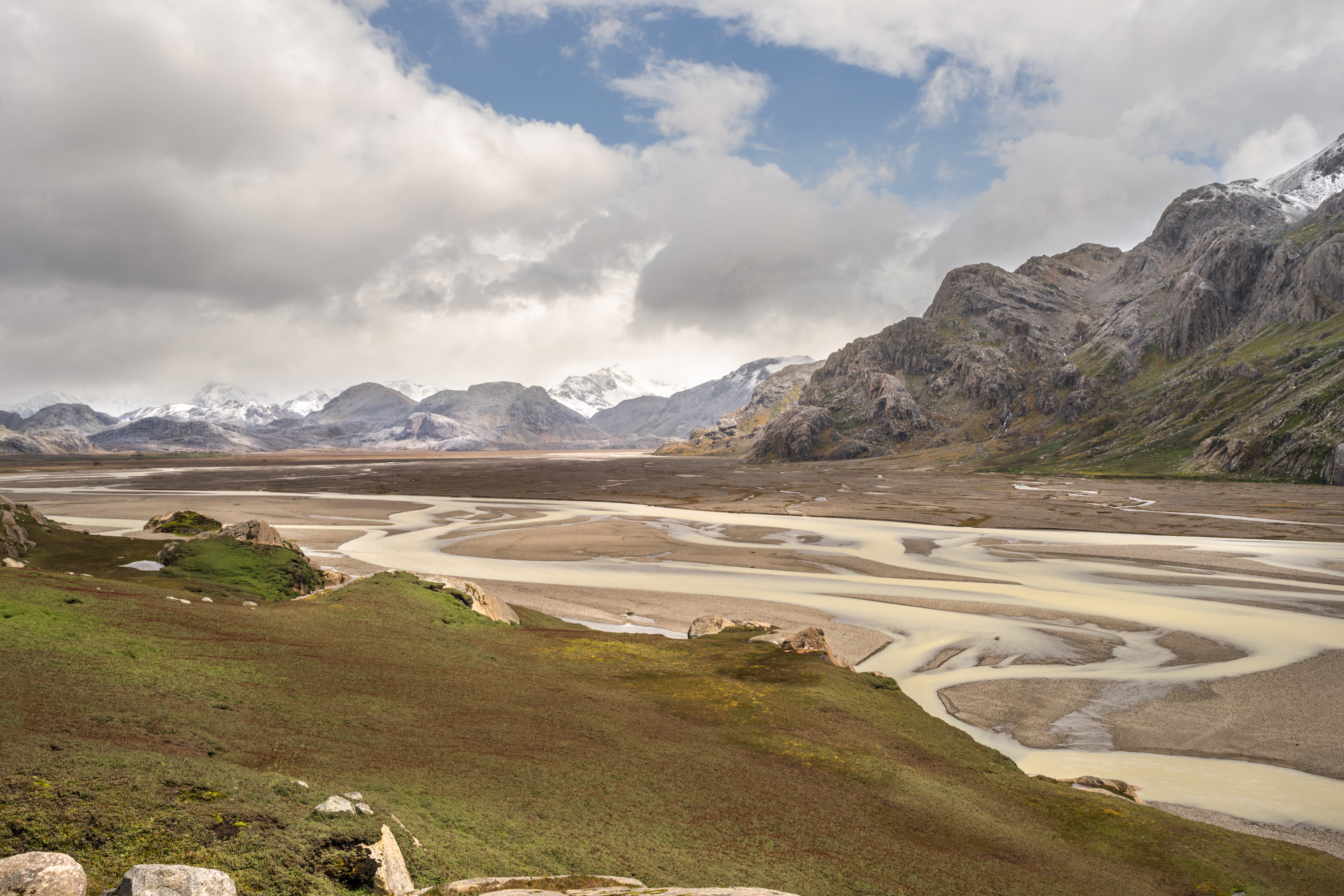
Le massif plutonique de la péninsule Rallier du Baty offre des reliefs plus arrondis et de larges vallées d'épandage sableux (ici la vallée de Larmor).

Par son étendue, la Grande Terre dispense la diversité des paysages des îles Kerguelen.
Les trapps, empilements parfois vertigineux de coulées basaltiques, entrecoupés de vallées encaissées parsemées de nombreux lacs, occupent la plus grande partie de la Grande Terre, principalement dans la péninsule Loranchet et le plateau Central. 
Mais on trouve également d'autres formes structurelles : une grande plaine d'épandage fluvio-glaciaire à l'est de la péninsule Courbet, un strato-volcan formé par le mont Ross dans la péninsule Gallieni, les montagnes d'un massif plutonique et les sandur associés dans la péninsule Rallier du Baty, des reliefs volcaniques complexes dans plusieurs des péninsules ainsi qu'une calotte glaciaire, le Cook, à l'ouest de la partie centrale de l'île.  
Les plus hautes montagnes, celles s'élevant à plus de mille mètres d'altitude, se trouvent :
dans le massif du mont Ross, avec son double sommet :
- le Grand Ross, point culminant de l'archipel, à 1 850 mètres ;
- le Petit Ross à 1 721 mètres ;

et
- le dôme du Père Gaspard à 1 063 mètres ;

dans la chaîne occidentale de la péninsule Rallier du Baty, du nord au sud :
- Le Bicorne à 1 202 mètres ;
- le mont Henri Rallier du Baty à 1 262 mètres ;
- le mont Raymond Rallier du Baty à 1 166 mètres ;
- le pic Saint-Allouarn à 1 189 mètres ;

à proximité du glacier Cook, qui lui-même culmine à 1 049 mètres :
- le pic Guynemer au nord, à 1 088 mètres ;
- le mont de Lans à l'est, à 1 022 mètres ;
- le pic Joliot-Curie au sud, à 1 005 mètres ;

dans la presqu'île de la société de géographie :
- le mont Richards à 1 081 mètres.

En revanche, les massifs de la partie orientale de l'île sont moins élevés :
- au nord, les montagnes de la péninsule Courbet  culminent au mont Crozier, à 979 mètres ;
- au sud, le mont Wyville Thomson domine la région formée par les presqu'îles Ronarc'h et Jeanne d'Arc, à 937 mètres d'altitude.

## Écologie

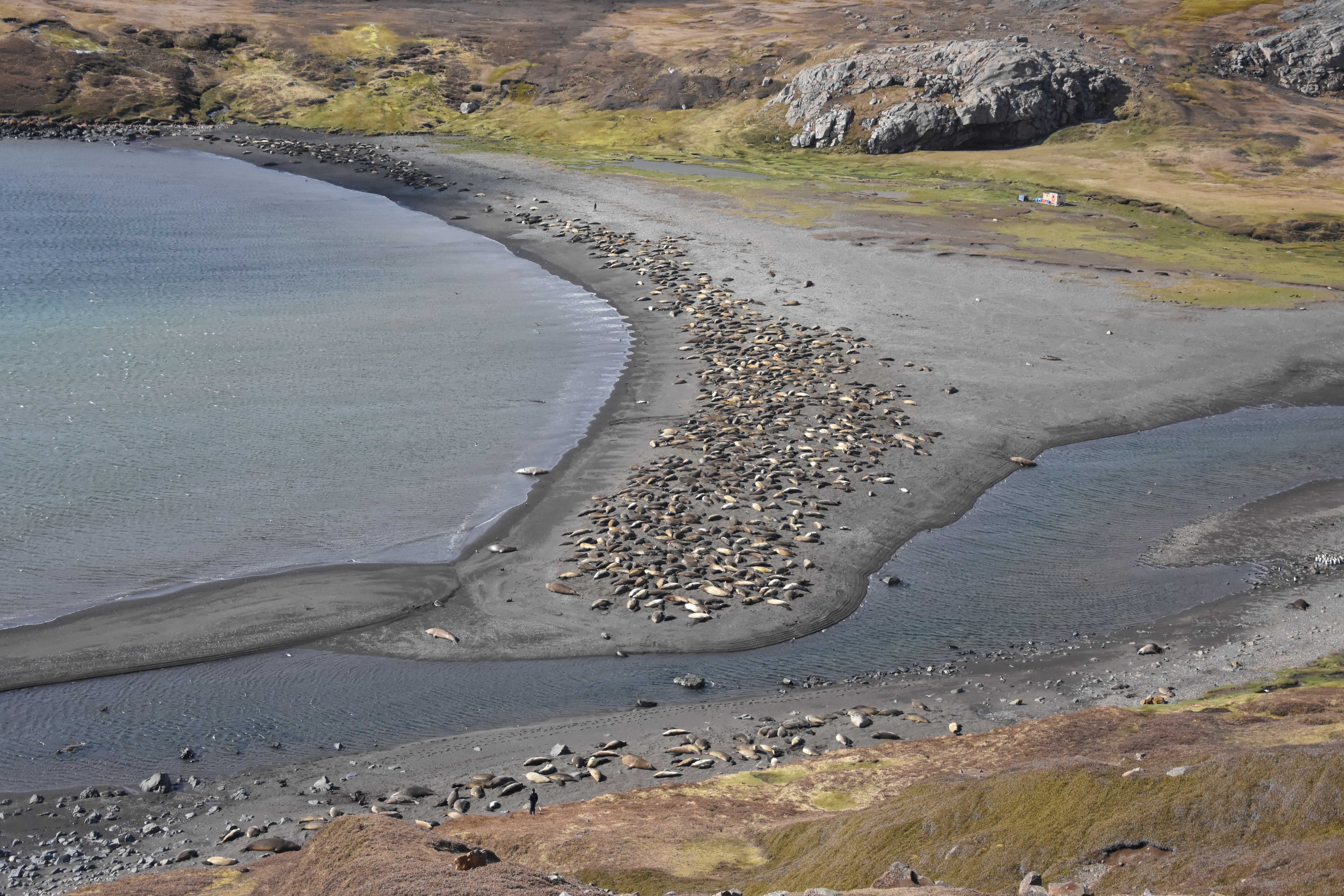
Colonie d'éléphants de mer à l'embouchure de la rivière du Nord (péninsule Courbet).

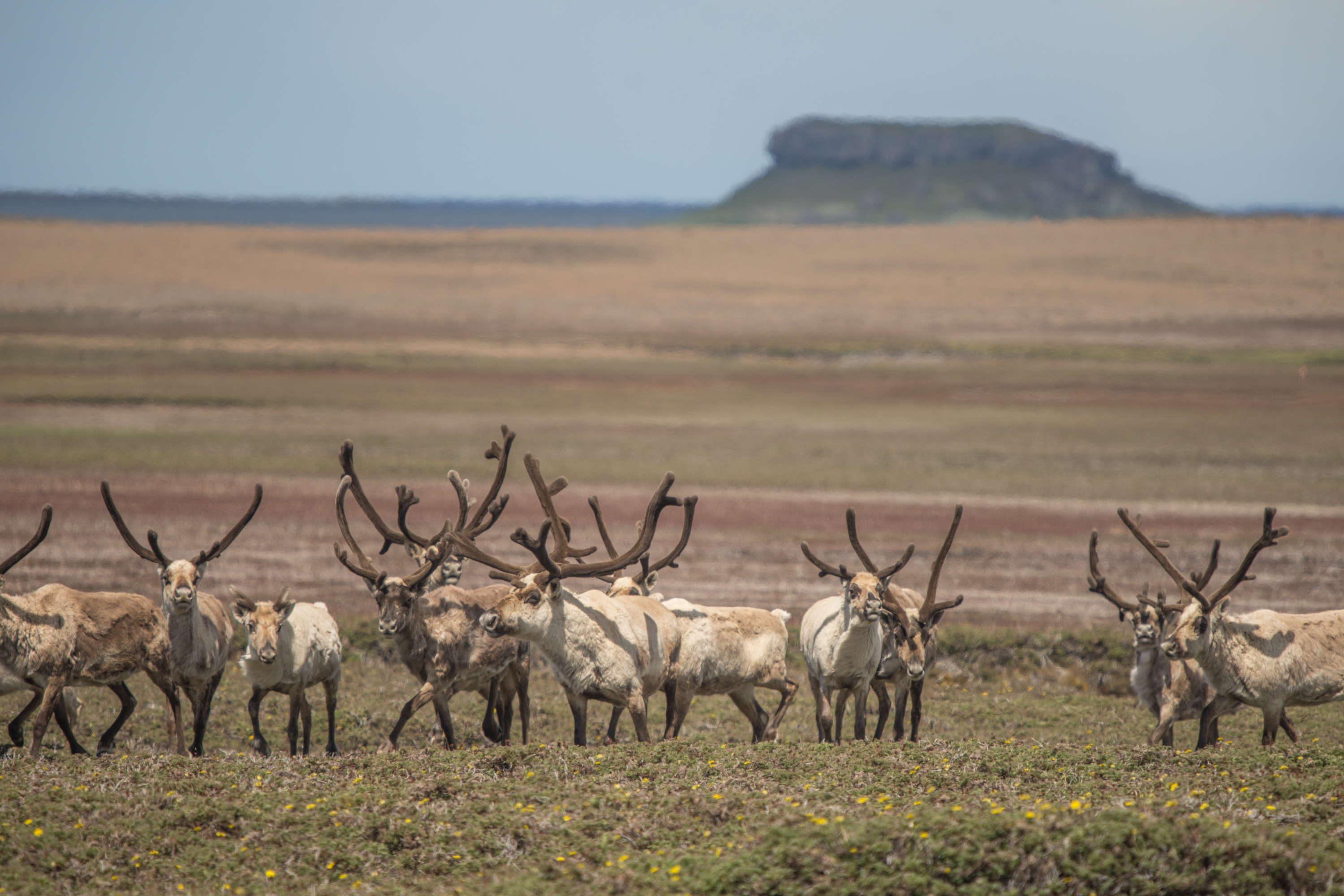
Comme les chats et les lapins, les rennes ont colonisé la plus grande partie de la Grande Terre (ici dans la plaine de la péninsule Courbet).

La Grande Terre accueille les plus importantes colonies de reproduction d'éléphants de mer, d'otaries, de manchots et de gorfous, de grands albatros, etc. présentes dans l'archipel. 
Mais la continuité terrestre a également favorisé la propagation d'espèces introduites comme les lapins, les chats, les rennes et les souris qui ont profondément dégradé les écosystèmes originels.

## Occupation humaine
La Grande Terre, pas plus que le reste de l'archipel ou de l'ensemble des Terres australes et antarctiques françaises, n'héberge d'habitant permanent. 
En revanche, à l'exception de quelques petites cabanes isolées, toutes les installations de vie communautaire aux îles Kerguelen, historiques ou présentes, ont été implantées sur la Grande Terre.

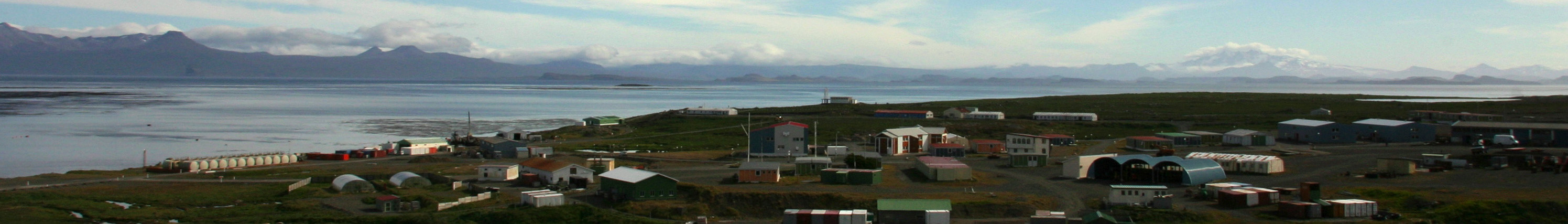
La base de Port-aux-Français, en activité continue depuis 1950.

Actuellement, la base de Port-aux-Français, sur la côte méridionale de la péninsule Courbet, accueille sans discontinuer depuis 1950 des personnes qui se relaient régulièrement pour conduire des missions diversifiées (souveraineté, recherche scientifique, protection de la nature, suivi satellitaire, météorologie, contrôle des pêches, fonctionnement logistique, santé, etc.). Pendant l'hivernage (entre avril et novembre), l'effectif  peut se limiter à 45 tandis que les campagnes d'été (de décembre à mars) peuvent compter simultanément jusqu'à 120 participants.
Les sites historiques comprennent notamment Port-Jeanne-d'Arc (ancienne usine baleinière), Port-Couvreux (ancienne ferme d'élevage de moutons), Armor (ancienne pisciculture expérimentale d'élevage de saumons) ainsi que les établissements temporaires d'anciennes missions scientifiques britanniques, américaines ou allemandes.